# Ca n'Església
Ca n'Església és un edifici de la Palma de Cervelló (Baix Llobregat) inclosa a l'Inventari del Patrimoni Arquitectònic de Catalunya.

## Descripció
És una antiga masia que tanca el costat nord de la plaça de l'església. La part antiga, datada del 1706, consta de planta baixa i pis i és coberta a dues vessants. El pati d'accés és emmarcat amb construccions auxiliars; als extrems est i oest té unes galeries probablement fetes a principis del segle xx. L'interior és notable per l'arcada de la sala principal i els arcs de mig punt del celler, de 6 m de llum. Aquesta zona fou coberta de nou cap al 1950, moment en què es va restaurar el portal exterior i la tanca d'accés. Disposa d'habitatge principal i de masoveria en el mateix clos.

## Història
Al segle x Sunyer III feia cessió dels terrenys de l'actual Palma de Cervelló a la comunitat benedictina de Sant Pere de les Puelles, tot establint-ne en el clos actual de la masia i de l'església parroquial el primer nucli habitat. A partir d'aquest moment no se'n tenen més notícies fins al 1632, any en què consta inscrita una cessió de Josep Roig a Josep Planas. El 1835 passa a mans de Joan Planas i Massana i segueix en mans dels Planas fins al 1936, any en què Narcís Parés i Planas cedeix la masia per testament a Sant Joan de Déu (Barcelona). Aquesta congregació la va vendre el 28 de desembre de 1940 a Josep Puig i Anglada, pare de l'actual propietari.